# Suncoast Estates
Suncoast Estates ist ein census-designated place (CDP) im Lee County im US-Bundesstaat Florida. Das U.S. Census Bureau hat bei der Volkszählung 2020 eine Einwohnerzahl von 4.097 ermittelt.

## Geographie
Suncoast Estates befindet sich rund 6 km nördlich von Fort Myers. Tampa liegt etwa 190 km und Miami 240 km entfernt.

## Demographische Daten
Laut der Volkszählung 2010 verteilten sich die damaligen 4384 Einwohner auf 1962 Haushalte. Die Bevölkerungsdichte lag bei 626,3 Einw./km². 92,3 % der Bevölkerung bezeichneten sich als Weiße, 0,9 % als Afroamerikaner, 0,5 % als Indianer und 0,5 % als Asian Americans. 3,3 % gaben die Angehörigkeit zu einer anderen Ethnie und 2,6 % zu mehreren Ethnien an. 10,1 % der Bevölkerung bestand aus Hispanics oder Latinos.
Im Jahr 2010 lebten in 33,7 % aller Haushalte Kinder unter 18 Jahren sowie 24,7 % aller Haushalte Personen mit mindestens 65 Jahren. 62,2 % der Haushalte waren Familienhaushalte (bestehend aus verheirateten Paaren mit oder ohne Nachkommen bzw. einem Elternteil mit Nachkomme). Die durchschnittliche Größe eines Haushalts lag bei 2,68 Personen und die durchschnittliche Familiengröße bei 3,17 Personen.
27,7 % der Bevölkerung waren jünger als 20 Jahre, 24,0 % waren 20 bis 39 Jahre alt, 31,3 % waren 40 bis 59 Jahre alt und 17,0 % waren mindestens 60 Jahre alt. Das mittlere Alter betrug 39 Jahre. 51,4 % der Bevölkerung waren männlich und 48,6 % weiblich.
Das durchschnittliche Jahreseinkommen lag bei 26.041 $, dabei lebten 35,8 % der Bevölkerung unter der Armutsgrenze.
Im Jahr 2000 war Englisch die Muttersprache von 96,22 % der Bevölkerung, Spanisch sprachen 2,75 % und 1,03 % sprachen Deutsch.